# Doc Campbell
George Herrold "Doc" Campbell (Orangeville, Ontário, 1 de fevereiro de 1878 – Orangeville, Ontário, 4 de novembro de 1972) foi um jogador de lacrosse canadense. Campbell fez parte da equipe canadense que conquistou a medalha de ouro nos Jogos Olímpicos de Verão de 1908 em Londres.